# Leica M9

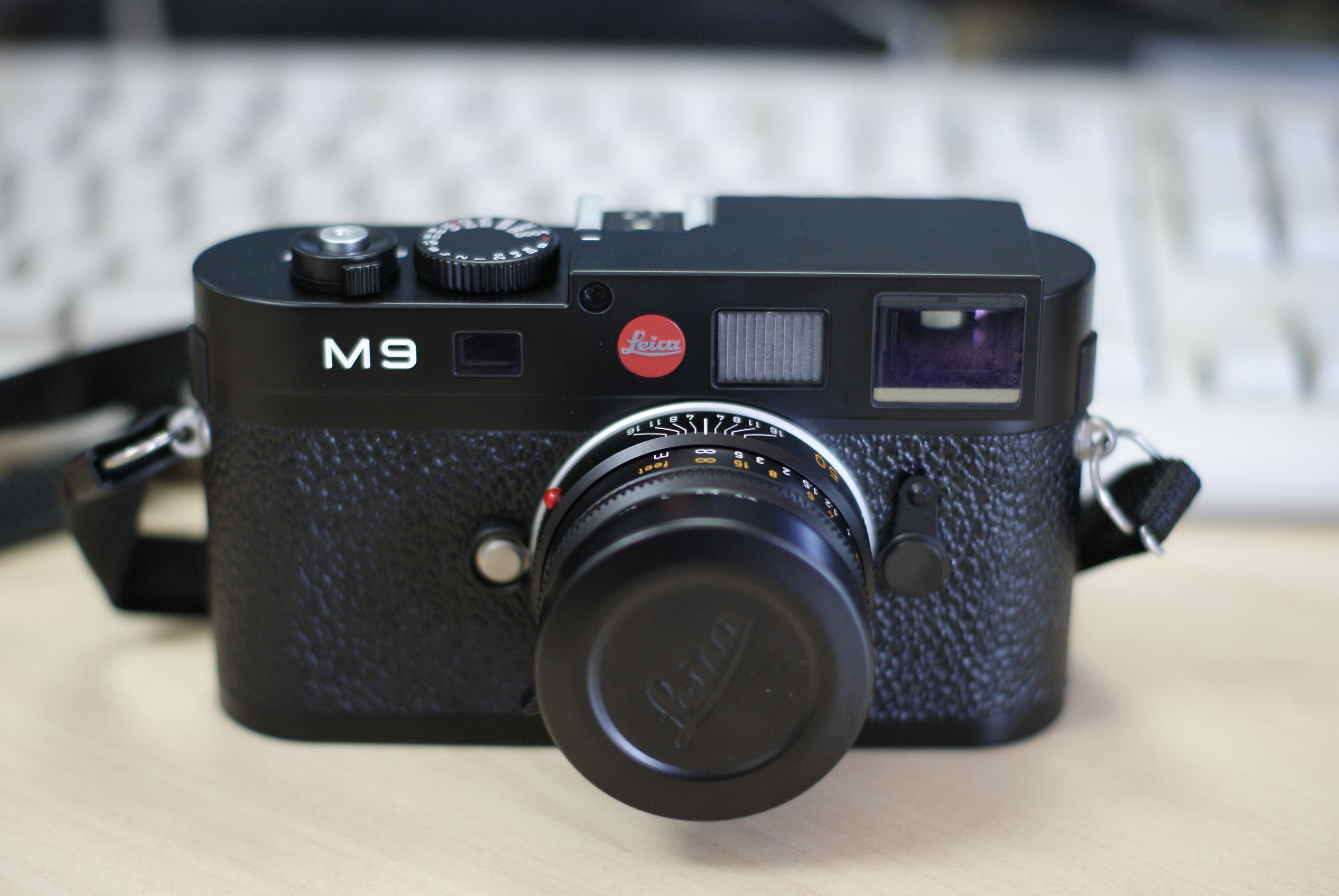
Cámara Leica M9

La Leica M9 es una cámara fotográfica digital telemétrica de formato completo de la serie M del fabricante de cámaras fotográficas Leica Camera AG. Fue presentada el 9 de septiembre de 2009 al coincidir la fecha 9-9-9 con el número de este modelo.
Se trata de la tercera cámara digital de la serie M de Leica, tras los modelos M8 y M8.2, y la primera de esta serie en emplear un sensor del mismo tamaño que los fotogramas de la película fotográfica de formato 135.

## Características
La M9 es el primer modelo M digital con factor de multiplicación 1. Ello le permite conseguir el mismo campo visual que los modelos M de película fotográfica, sin la necesidad de utilizar un objetivo de menor distancia focal.
Desde su presentación la compañía Leica ha lanzado diversas versiones y ediciones de esta cámara con nuevos materiales:
- El modelo M9 ‘Titanium’ con carcasa de titanio, presentado el 21 de septiembre de 2010
- El modelo M9-P orientado al usuario profesional con un aspecto más discreto ocultando el logotipo del fabricante y nombre del modelo del frontal de la cámara y con pantalla cubierta con cristal de zafiro; este modelo se presentó el 21 de junio de 2011.
- La edición limitada M9-P ‘Edition Hermès‘ con acabados en cuero y opciones de 1 o 3 objetivos; se presentó el 10 de mayo de 2012.